# Jure Natek
Jure Natek (* 30. März 1982 in Ljubljana, SR Slowenien, SFR Jugoslawien) ist ein ehemaliger slowenischer Handballspieler. Er ist 1,94 m groß.
Natek, der zuletzt für den deutschen Bundesligisten SC Magdeburg spielte und für die slowenische Nationalmannschaft (Rückennummer 9) auflief, wurde meist im rechten Rückraum eingesetzt, er konnte aber auch auf Rechtsaußen auflaufen.

## Karriere
In seiner Jugend spielte Jure Natek noch bei RD Slovan und RK Termo Škofja Loka, bevor er 1999 für Prule 67 Ljuljana in der ersten slowenischen Liga debütierte. Nach zwei Vizemeisterschaften 2000 und 2001 gewann er mit Prule 2002 das slowenische Double aus Meisterschaft und Pokal. Als der Hauptstadtclub allerdings 2003 Konkurs anmelden musste, zog Natek gemeinsam mit seinem Freund Matjaž Brumen weiter zum Serienmeister RK Celje. Dort gewann er 2004, 2005 sowie 2006 sowie 2007 die slowenische Meisterschaft, 2004, 2006 sowie 2007 den slowenischen Pokal und 2004 als Höhepunkt die EHF Champions League. Nach diesen Erfolgen suchte Natek eine neue Herausforderung und schloss sich 2007 dem französischen Topclub Chambéry Savoie HB an. Nach zwei Jahren in Frankreich kehrte er in seine Heimat zurück, und spielte bei RK Velenje. Zur Saison 2010/11 wechselte Jure Natek zum SC Magdeburg. Mit dem SCM gewann er 2016 den DHB-Pokal. Nach der Saison 2015/16 beendete er seine Karriere.
Jure Natek bestritt 154 Länderspiele für die slowenische Nationalmannschaft. Bei der Handball-Europameisterschaft 2004 im eigenen Land wurde er Vizeeuropameister. Mit Slowenien nahm er an der Weltmeisterschaft 2007 in Deutschland teil, belegte aber nur den 10. Platz; bei der Europameisterschaft 2008 in Norwegen schied er mit seinem Land nach der Hauptrunde aus.

## Bundesligabilanz
| Saison    | Verein       | Spielklasse | Spiele | Tore | 7-Meter | Feldtore |
| --------- | ------------ | ----------- | ------ | ---- | ------- | -------- |
| 2010/11   | SC Magdeburg | Bundesliga  | 33     | 140  | 0       | 140      |
| 2011/12   | SC Magdeburg | Bundesliga  | 22     | 86   | 0       | 86       |
| 2012/13   | SC Magdeburg | Bundesliga  | 7      | 18   | 0       | 18       |
| 2013/14   | SC Magdeburg | Bundesliga  | 33     | 90   | 0       | 90       |
| 2010–2014 | gesamt       | Bundesliga  | 95     | 334  | 0       | 334      |